# Bourse de Fabricius
Pour les articles homonymes, voir Bourse.

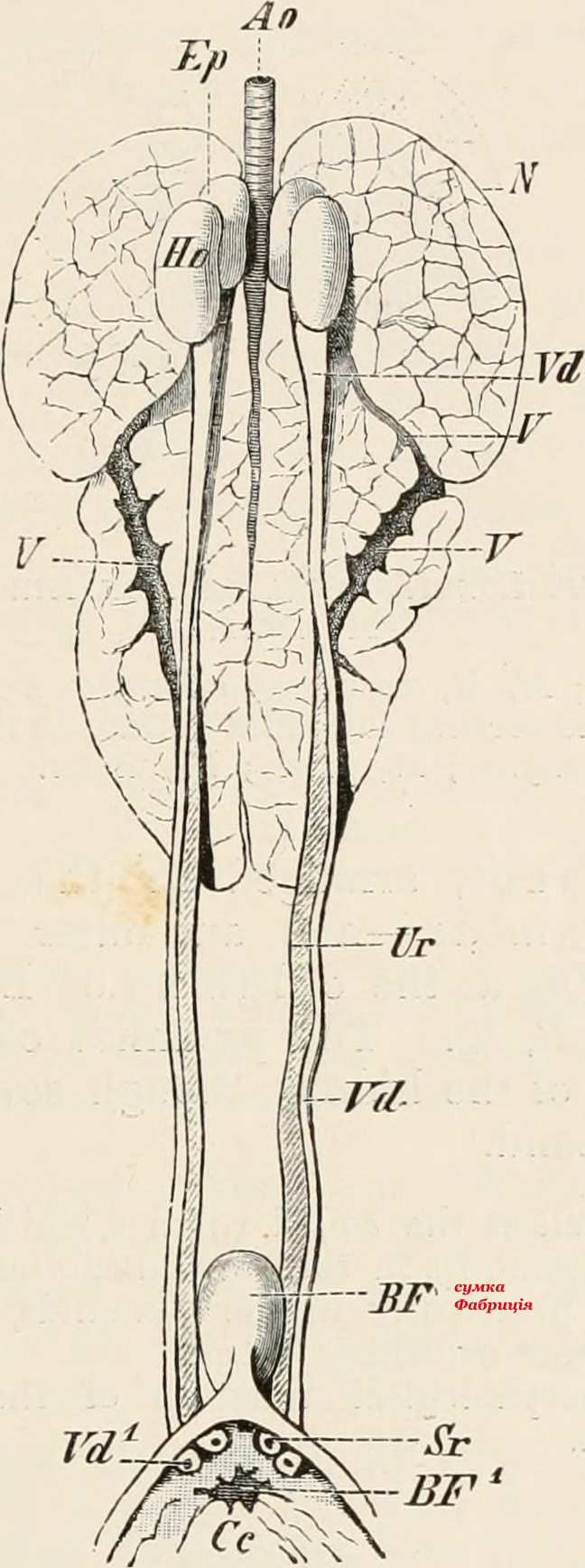
Localisation de la bourse de Fabricius.

La bourse de Fabricius (Bursa cloacalis ou Bursa fabricii en latin) est un organe lymphoide primaire. Elle est uniquement connue chez les oiseaux. Le nom de cet organe a été donné en l'honneur de Girolamo Fabrizi d'Acquapendente appelé sous le pseudonyme latin de Hieronymus Fabricius.

## Description
Il s'agit d'une petite glande (excroissance épithéliale de tissu lymphoïde) présente dans le cloaque des oiseaux qui, comme la moelle osseuse chez les mammifères, joue un rôle important pour la constitution du système immunitaire lors de la phase embryonnaire (maturation des lymphocytes B.). 
Cette glande, découverte par Bruce Glick et étudiée par Max Cooper et Robert Good s'atrophie dans les 6 mois qui suivent la naissance, mais il en reste un vestige fibreux chez l'adulte.

## Histotopographie
Elle est localisée dans la dernière partie du cloaque des oiseaux, le proctodaeum. Elle est tapissée par la muqueuse intestinale qui forme de nombreux plis. Chaque pli est maintenu par un axe conjonctif constitué de lobules bursiques. 

## Lobule bursique
Chaque lobule bursique est composé de deux zones : 
- une zone corticale plus sombre et dense,
- une zone médullaire moins sombre et dense.

## Rôle
Elle produit des lymphocytes B, B pour bursa Fabricii. En effet cette appellation fut donnée dans les années 1960 lorsque les chercheurs travaillaient sur des oiseaux, pour les différencier des lymphocytes T, dont la maturation nécessite la présence du thymus. Chez les mammifères les lymphocytes B ne nécessitent que la moelle osseuse pour leur maturation. 
Selon une étude publiée mi-2007, la taille de cette glande pourrait chez les oiseaux être corrélée à leur résistance aux virus de la grippe aviaire faiblement pathogènes.

## Maladie

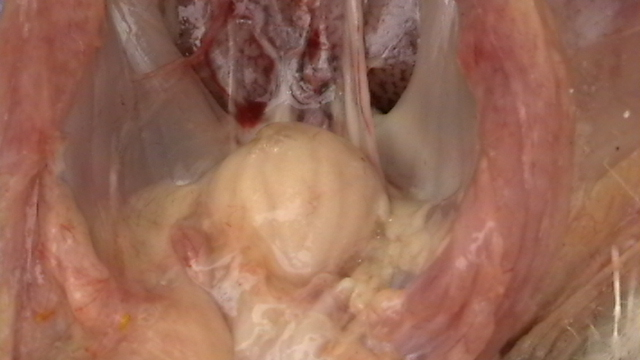
Bourse de Fabricius inflammée chez un oiseau atteint de la maladie de Gumboro.

Notocotylus breviserialis est un parasite des bourses de Fabricius, il affecte les Galloanserae.